# فونداو
شهر فونداو (به پرتغالی: Fundão) در فونداو مونیسیپالیتی، پرتغال در کشور پرتغال واقع شده‌است. جمعیت این شهر ۸٬۹۵۷ نفر  است. در تاریخ ۱۹ آوریل ۱۹۸۸ به عنوان شهر شناخته شد.